# Kroničnost
Króničen pomeni v medicini takega, ki se počasi razvija in dolgo traja.
Kronične bolezni so trajne ali dolgo časa trajajoče; običajno govorimo o kronični bolezni, kadar potek bolezni traja 3 mesece ali več. Mednje sodijo, na primer, arterijska hipertenzija, sladkorna bolezen, dislipidemije, astma, kronična obstruktivna pljučna bolezen, osteoporoza.